# Pain à la grecque

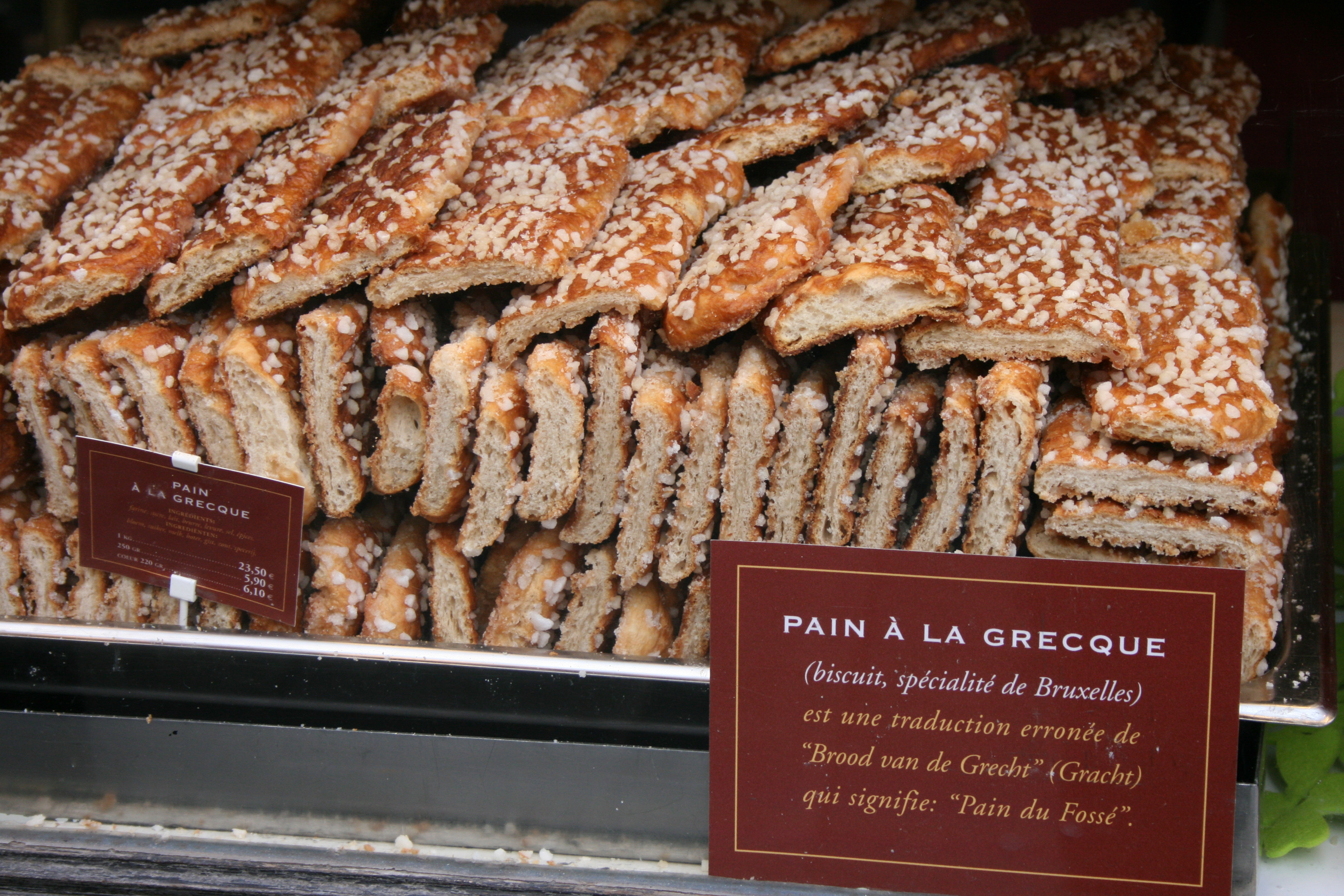
Maison Dandoy, rue au Beurre, Bruxelles.

Le pain à la grecque est une pâtisserie bruxelloise typique constituée par un simple rectangle de pain au lait, à la cassonade et à la cannelle, saupoudré de sucre cristallisé.

## Origine du nom

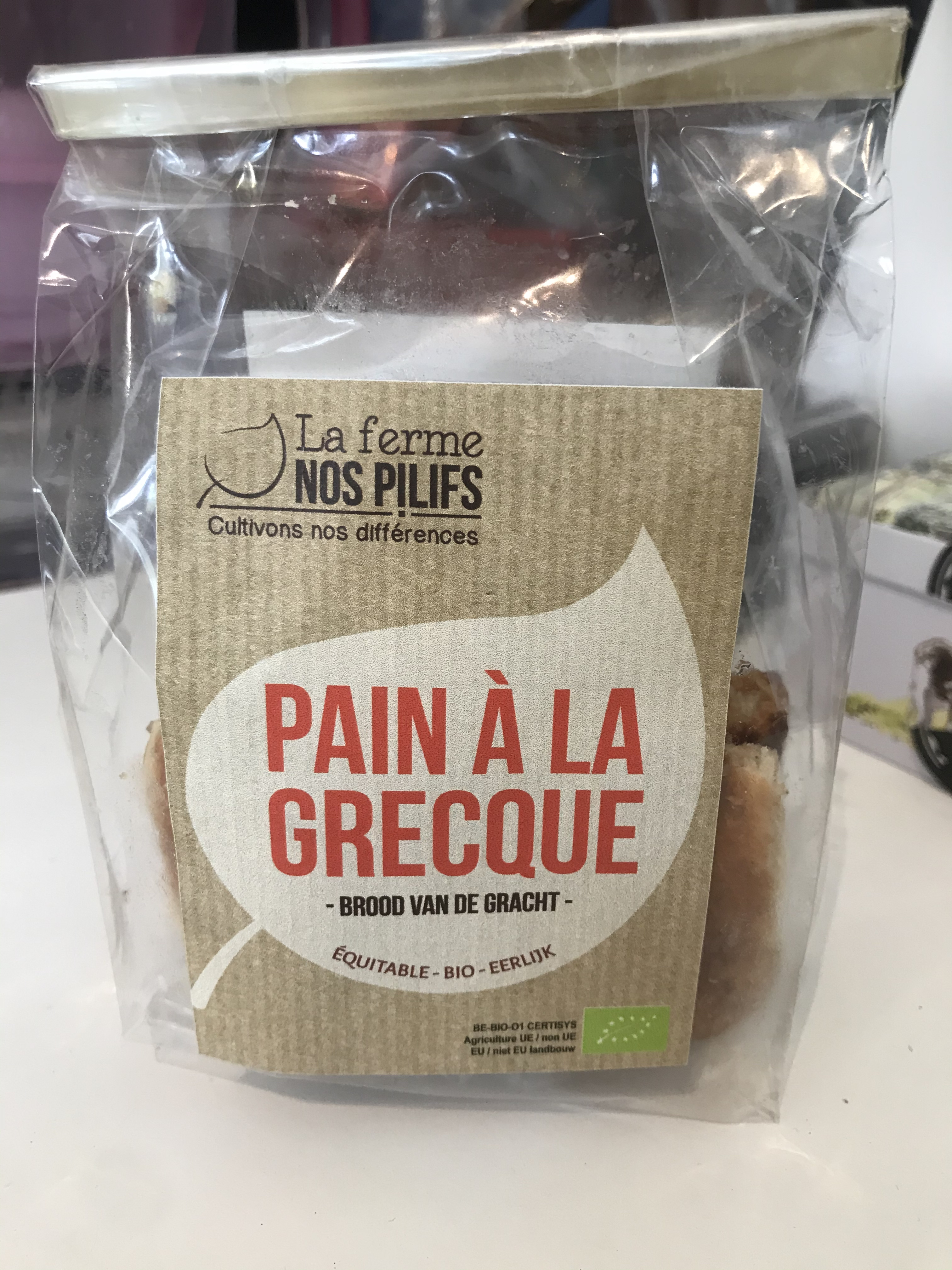
Sachet de pain à la grecque de la Ferme Nos Pilifs avec comme nom néerlandais Brood van de Gracht

Son nom ne fait pas référence à la Grèce mais dérive du patois flamand bruxellois « grecht » (néerlandais : gracht) qui est une voie d'eau urbaine canalisée bordée de voies carrossables.
Au centre de Bruxelles, pas très loin du lieu-dit Fossé aux Loups, les pères Augustins distribuaient au XVIe siècle du pain aux pauvres. Cette aumône fut appelée Wolf-Grecht brood (« le pain du Fossé-aux-Loups ») par la population.
Peu à peu, à la suite de la francisation de Bruxelles, l'habitude s'installa de dire « pain à la grecque » et cette dernière appellation est parfois retraduite en Grieks brood (« pain grec », en néerlandais). Certains magasins le vendent toujours sous le nom néerlandais traditionnel Brood van de Gracht comme la Ferme Nos Pilifs.